# Heoclisis conspurcata
Heoclisis conspurcata är en insektsart som först beskrevs av Gerstaecker 1885.  Heoclisis conspurcata ingår i släktet Heoclisis och familjen myrlejonsländor. Inga underarter finns listade i Catalogue of Life.